# Petroleum

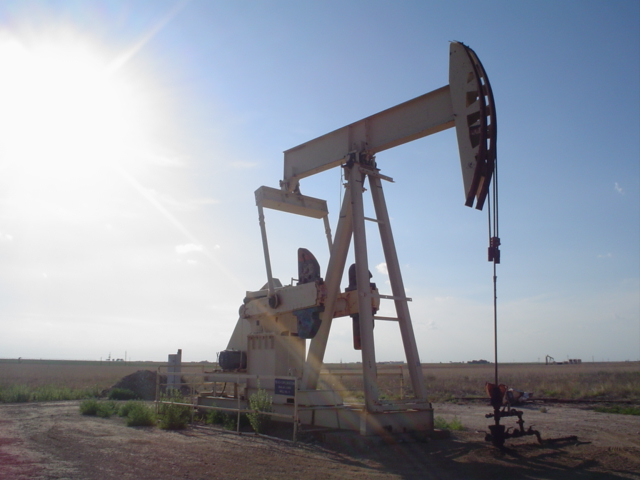
Oljepump i delstaten Texas.

Petroleum (av grekiskans petra, 'klippa', och oleum, 'olja'), även kallat mineralolja, bergolja, råolja och ibland nafta (från arabiskan och persiskan naft eller på arabiska نفط), är en tunnflytande mörk vätska som naturligt förekommer i delar av berggrunden. Denna vätska är en blandning av hundratals olika kolväten, som bildas av växter och djur som inte hinner förmultna, i en process som antas ta ungefär 100 000 år under naturliga förhållanden. Utvinning av stora mängder petroleum sker främst genom oljeborrning i oljefält.

## Petroleumprodukter

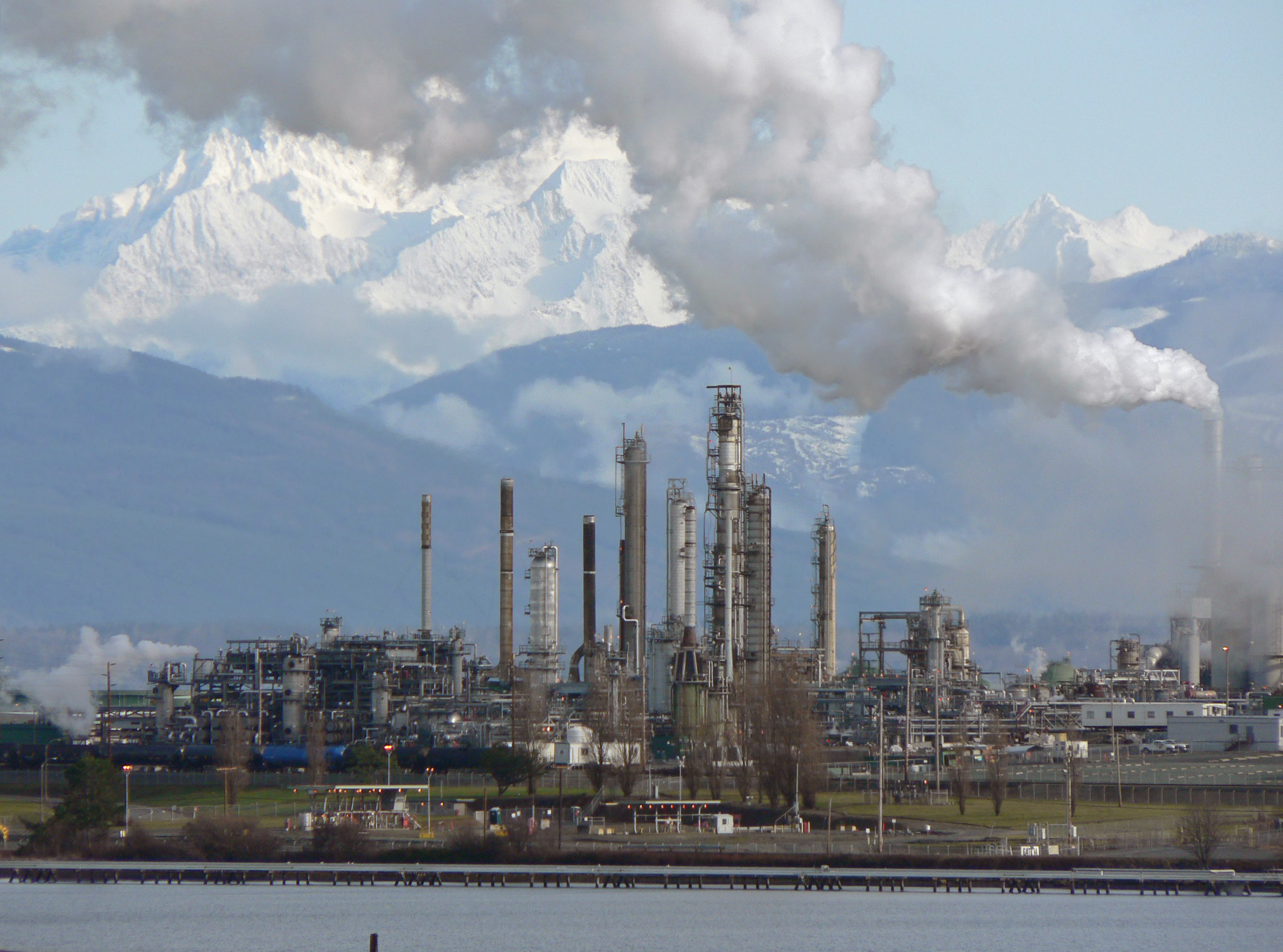
Ett oljeraffinaderi i Anacortes, Washington.

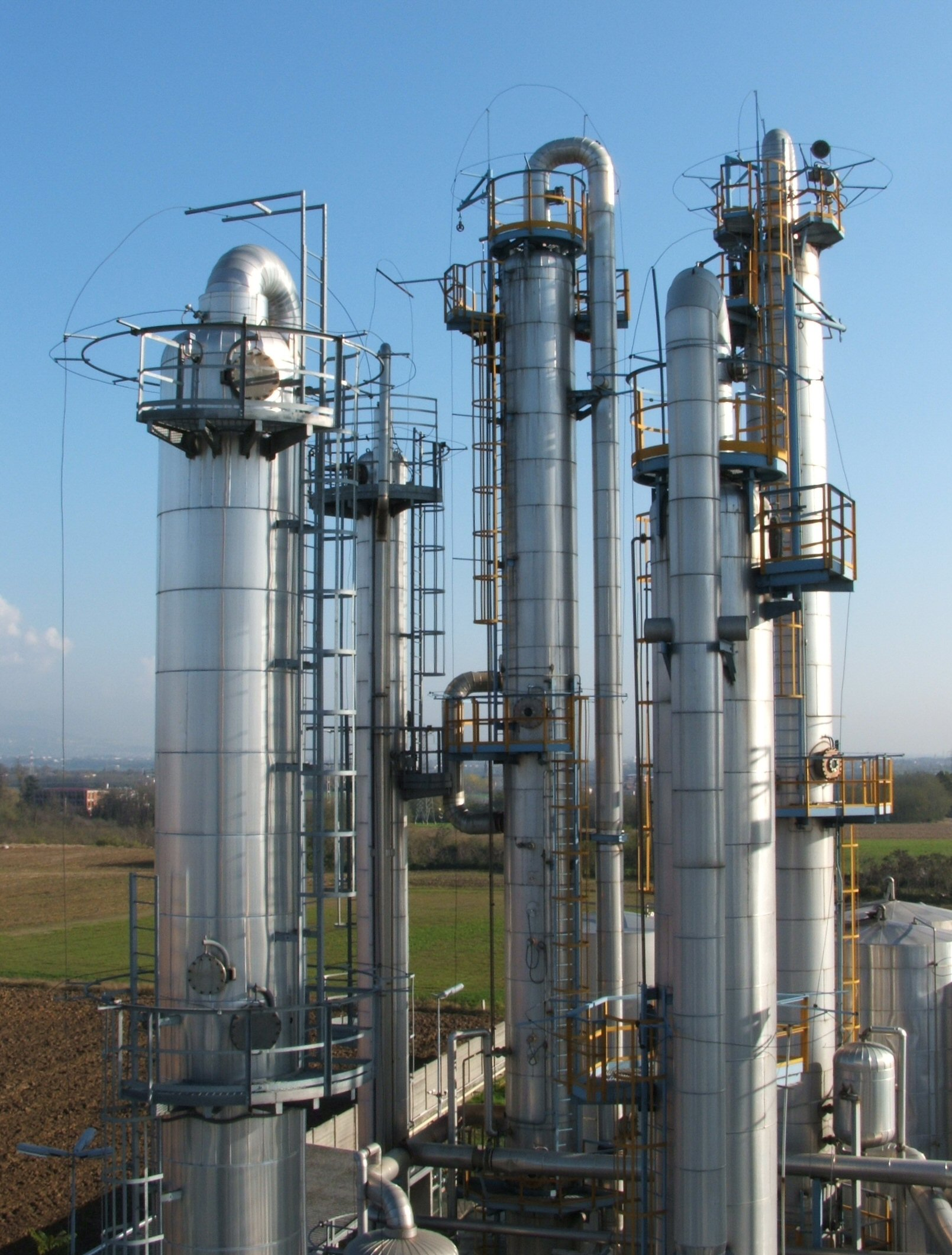
Destillationskolonner.

### Råolja: ursprung och bildande
Råolja är en av många energikällor vars lagrade energi har sitt ursprung i solen. Genom miljoner års utveckling har organiskt material som härstammar från djur- och växtdelar lagrats genom att bergarter lagrats ovanpå dessa. Högt tryck och värme har sedan omvandlat materialet till kolväten. Det är tack vare detta förlopp som olja, kol och naturgas kallas fossila bränslen (fossil betyder uppgrävd). Råolja består till största delen av kolväten. Hela denna process förekommer huvudsakligen på havsbottnar i en syrefattig miljö där kolvätena inte kan oxidera. Processen sker ständigt men på grund av vår långt större förbrukning av olja kommer den inte att kunna ersättas av nya råoljelager i samma takt, därav benämningen icke förnyelsebar energi. Olja tros härstamma främst från förhistoriska plankton och alger, medan växtdelar förvandlas till kol. Kolväten är dock lättare än sten och vatten och förflyttar sig därför uppåt mot jordens yta. Den olja som bildar oljefält är den lilla del olja som på grund av hinder i jordskorpan inte kunnat nå ytan där den skulle konsumeras av bakterier.

### Användningsområden och raffinering
Petroleum har en rad användningsområden däribland som bränsle för motordrivna fordon, i form av bensin. Den process petroleum behöver gå igenom för att man skall kunna dela upp den i gasol, bensin, flygbränsle, diesel- och villaolja, tunga eldningsoljor, asfalt (bitumen) kallas raffinering och sker i ett raffinaderi. Principen för ett raffinaderi är att ta vara på den speciella egenskap att varje kolväte innehar en viss kokpunkt. Tack vare denna egenskap hos kolvätena kan man med hjälp av temperaturskiftningar separera råoljan i olika produkter som tidigare nämnts. De lättaste ämnena går ut ur fraktioneringskolonnens högst belägna ledningar, först gasol, därefter bensin och så vidare. De lågor som ofta förekommer vid fraktioneringskolonner är en förbränning av de lätta gaserna. Dessa används som raffinaderibränsle eller i andra processer men ofta har man ingen möjlighet att använda dem, därav lågorna. 
Eftersom marknadens efterfrågan inte alltid är densamma som utbudet har man möjlighet att vid ännu fler processer skapa nya produkter av exempelvis tyngre oljor som i dagens läge inte är efterfrågade i lika stor utsträckning som lättare komponenter. Tack vare en process som kallas termisk krackning kan man på bekostnad av de tyngre råoljeprodukterna skapa mer av till exempel den mer efterfrågade produkten bensin. Termisk krackning går ut på att bryta ner de långa kolväte-molekylerna till kortare och därmed skapa en mer lättflytande olja som möjliggör större bensinutvinning. Krackning är ett samlingsnamn för en rad olika processer som möjliggör mer varierad eller önskad oljeproduktion.

### Fraktioner
Vid fraktionerad destillation kan man främst skilja på sex fraktioner:
| Fraktion          | Antal kolatomer i kolväte | Kokpunkt- intervall (°C) | Användningsområde                                                                                    |
| ----------------- | ------------------------- | ------------------------ | --- |
| Gaser             | 1 – 4                     | <50                      | Bränsle: naturgas, gasol                                                                             |
| Råbensin          | 5 – 10                    | 50 – 200                 | Bränsle: bensin Lösningsmedel: petroleumeter, fläckborttagningsmedel                                 |
| Råfotogen         | 11 – 18                   | 175 – 250                | Bränsle: flygbränsle, fotogen Lösningsmedel: lacknafta                                               |
| Brännoljor        | >15                       | 250 – 300                | Bränsle: dieselolja, eldningsolja Krackning: framställning av bland annat bensin och mindre kolväten |
| Smörjoljor        | >16                       | 300 – 370                | Smörjoljor och smörjfetter Paraffin, vaselin Krackning: framställning av bensin och mindre kolväten  |
| Destillationsrest | –                         | >370                     | Bränsle: tjock eldningsolja Bitumen (asfalt)                                                         |

Temperaturerna i tabellen är ungefärliga, och kan variera beroende på raffinaderi och typ av råolja

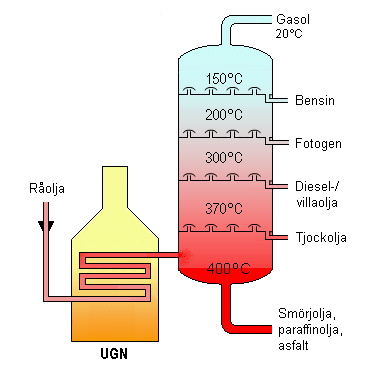
En schematisk bild av destillationsprocessen.

#### Gasfraktionen
Gasfraktionen kallas den fraktion som vid 20 °C är gasformig och består till största delen av metan (+75 %), etan (6 – 10 %) samt propan och butan (5 – 8 %). Gasen tas ofta hand om direkt vid borrning, men betydande kvantiteter erhålls även vid destillation. Gasfraktionen används ofta till bränsle. Metan brukar då kallas naturgas, propan och butan gasol.

#### Råbensin (nafta)
Råbensinen eller nafta kallas den näst mest lättkokade fraktionen i petroleum och den består till största del av kolväten med mellan 5 och 12 kolatomer. Råbensinen brukar innehålla en hel del svavel och måste genomgå ytterligare rening innan den kan användas. Efter ytterligare destillation kan råbensin delas upp i petroleumeter (lättbensin; kokintervall 35 °C – 60 °C), som används som lösningsmedel och bensin, som används som motorbränsle.

#### Råfotogen
Liksom råbensin måste råfotogen renas från svavelföreningar och destilleras ytterligare. Ur denna fraktion framställs bland annat flygbränsle, fotogen och lösningsmedel som lacknafta och thinner.
Rent historiskt var fotogen den viktigaste petroleumprodukten och användes i oljelampor, sedermera fotogenlampor. Det introducerades i mitten av 1800-talet och blev ett billigt alternativ till valolja som tidigare användes i lampor. Vid den tiden hade man heller ingen riktig användning av naturgas och bensin så den brändes upp.

#### Brännoljor
Ur denna fraktion framställs bland annat dieselolja och brännolja. En hel del destillat av denna fraktion behandlas i en process som kallas krackning där kolvätena bryts ner till mindre kolväten.

#### Smörjoljor
Denna fraktion används bland annat till framställning av smörjoljor som till exempel motoroljor och paraffinoljor. Destillat som är i fast form vid rumstemperatur kan användas till att framställa smörjfetter, vaxer, paraffin och vaselin (petrolatum). Liksom med brännoljorna används mycket av denna fraktion till krackning.

#### Destillationrest
Destillationresten är den tjockflytande olja som blivit kvar efter destillationen. De mer lättflytande delarna av denna fraktion används som brännolja, de delar som är i fast form kan blandas med grus (singel) till asfalt och användas som vägbeläggning.

### Övriga petroleumprodukter
Alkener och alkyner som erhålls från krackningen kan bland annat användas till framställning av plaster, eten kan bland annat omvandlas till polyetenplast eller etanol, propen används bland annat till tillverkning av polypropen och propanol. 
Petroleum kan även vara rikt på aromatiska föreningar exempelvis bensen och toluen, och dessa tas till vara och används som utgångsämnen i kemisk industri.

## Kemiska egenskaper

### Normalliter och volymliter
Petroleumprodukter har stor volymutvidgningskoefficient; cirka en liter per m³ och grad. Därför använder man ofta normalliter och normalkubikmeter som måttenhet. Normalliter avser volymen vid 15 grader Celsius. Formler för omräkning från volymliter till normalliter kräver att temperaturen och densiteten för produkten i fråga är känd.

## Bildande
Råolja har skapas ur uråldrig biomassa. Dagens råolja är ett fossilt bränsle, som skapats ur fossiliserade förhistoriska djur, plankton och alger, vilka samlats i stor mängd på sjö- och havsbottnar och där skyddats från oxidation och förmultning av syrefattigt vatten. Över mycket långa tidsrymder har det organiska materialet blandats med lera och begravts under tunga lager sediment, vilket resulterat i värme och högt tryck. Processen har gjort att det organiska materialet omvandlats, först till ett vaxliknande material (kerogen), och därefter med högre värme till vätskeform. (Kol har bildats på samma sätt, men i stället ur förhistoriska växtdelar, främst landväxter.) 
Forskare vid Pacific Northwest National Laboratory har utvecklat en teknik som kan göra alger till olja inom loppet av en timme. Algslam hettas upp till en temperatur av 350 grader Celsius under ett tryck på 200 bar i lite mindre än 60 minuter. Resultatet blir då en råolja, som i sin tur kan användas till att framställa vanlig bensin, diesel eller flygplansbränsle.

## Historia
Människan har länge, i tusentals år, haft kännedom om råoljans existens, de beskrivs bland annat av Plinius den äldre och Herodotos. De första oljekällorna borrades i Kina under 300-talet. Oljan brändes för att framställa salt av saltvatten. Vid 900-talet byggde man stora rörledningar från oljekällor.
I takt med att utvecklingen gick framåt kunde man använda olja för en mängd ändamål, bland annat i form av bitumen för tätning av både båtar och kläder, smörjmedel med mera. Utöver detta använde man råolja som bränsle för facklor. Sakta men säkert ökade råoljans användningsområden, inte minst under renässansen på 1300- och 1400-talet, då olja började användas inom medicinen.

### 1800-talet
Det var först under 1800-talet i och med den industriella revolutionens framfart som en ökad efterfrågan för ett billigt, rent och praktiskt användbart bränsle uppstod. När en skotsk kemist och geolog vid namn James Young uppfann fotogen 1852, främst för användning som bränsle i lampor, skapades den första riktiga oljeprodukten med potential för massförsäljning. Följaktligen ledde fotogenupptäckten till att man började borra efter råolja eftersom öppna källor eller så kallade "yt-källor" inte räckte långt, man ville åt de stora källorna. Den första lyckade borrningen ägde rum i Tyskland under 1850-talet. Det var dock först när Edwin Drake hittade en oljekälla i Oil Creek, Pennsylvania, USA, som fotogen började sälja till den stora massan. Under samma decennium kom man fram till en rad produkter som kunde skapas av råolja varav bensin är den mest använda idag.

### 1900-talet
I och med att första världskriget bröt ut 1914 uppkom ett stort energibehov. Oljan kunde gott och väl täcka det behovet, och när väl bilen blev var mans egendom på 1920-talet, främst i USA, skapades en enorm efterfrågan på bensin som gjorde att tillväxttakten fullkomligt exploderade inom oljebranschen. Därmed hade oljan befäst sin position som en av de viktigaste råvarorna i det moderna samhället.

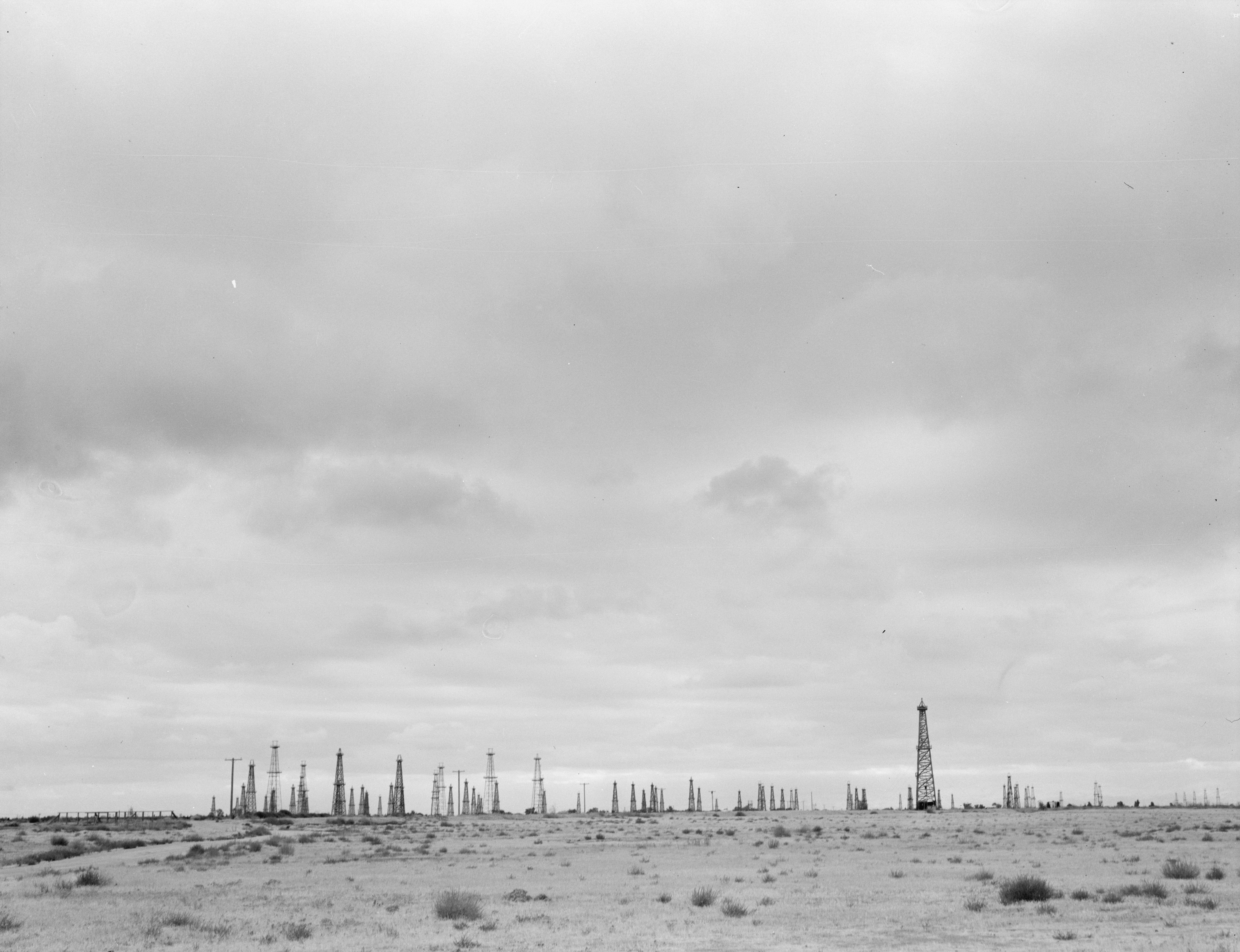
Oljefält i Kalifornien, 1938.

Det land som hade kommit längst vad gäller både konsumtion och utveckling av petroleum var USA. Där hade stora oljebolag skapats som till att börja med utvann petroleum enbart inom landet och i Mexiko. Fram till 1960-talet var USA så gott som självförsörjande, men när konsumtionen hade passerat produktionen började man bli alltmer beroende av främst Mellanöstern med dess enorma tillgångar av petroleum. Både Frankrike och Storbritannien hade sedan första världskriget en stor oljeproduktion i sina kolonier i Mellanöstern (de var kolonier ungefär fram till 1945). Därmed hade man helt och hållet bundit sig till ett beroende av olja från Mellanöstern.
I många decennier kunde den industrialiserade världen importera billig olja från Mellanöstern. Under 1970-talet skedde dock en rad politiska och militära händelser som omöjliggjorde en fortsatt stabil och billig oljeimport från området, den så kallade oljekrisen hade påbörjats. Det som skedde var att de stora oljeproducerande länderna i Mellanöstern i protest mot den israeliska statens militära handlingar under Oktoberkriget 1973 slutade exportera råolja till Västeuropa och USA. Så småningom slutade krisen men en viktig förändring hade skett. Det hade bildats en kartell bland de oljeproducerande länderna i Mellanöstern (Iran, Irak, Kuwait, Qatar, Saudiarabien och Förenade arabemiraten) samt Libyen, Venezuela, Algeriet, Nigeria och Indonesien. Dessa elva länders oljekartell står idag för 40 % av världens råoljeproduktion och ungefär 75 % av råoljereserverna. Kartellen hade i uppdrag att för dessa utvecklingsländer försöka skapa en så gynnsam marknad som möjligt genom att med kvoter för de enskilda medlemsländerna försöka stabilisera priset för råolja. Dessa omvälvande händelser för de oljeberoende industriländerna bidrog i mycket hög grad till ökade satsningar på andra energiformer, som kolkraft, vindkraft och vattenkraft. Man började också utforska nya platser för oljeutvinning, bland annat i Nordsjön. 
Oljekriserna 1973 och 1979 påverkade konsumtionsmönstren kraftigt, men i mitten av 1980-talet var råoljeproduktionen åter i samma accelererande ökningstakt som före krisen och beroendet av petroleum befästes. På grund av råoljans dominerande roll som bränsle för bland annat transporter och jordbruk har den blivit mer eller mindre en maktfaktor som kan få mycket stora konsekvenser för den världspolitiska utvecklingen. Som jämförelse kan nämnas oljans betydelse för hur andra världskriget slutade. Tysklands begränsade tillgång till olja bidrog till nederlaget 1945. Andra krig där olja spelat en viktig roll är Iran–Irak-kriget, Kuwaitkriget och Irakkriget. De flesta länder har oljereserv i händelse av krig eller andra kriser.

### 2000-talet
I och med införandet av ny teknologi, så kallad frackning har beroendet av uppumpad olja minskat något.

## Klassificering
Petroleumindustrin klassificerar "råolja" efter dess geografiska ursprung (exempelvis West Texas Intermediate, WTI eller Brent) och efter dess relativa vikt eller viskositet som är ett mått på vätskans konsistens ("lätt", "mellan" eller "tung"); inom branschen brukar man kalla en viss typ av petroleum för "SÖT" som innebär att det innehåller relativt lite svavel eller "SUR" som innebär att den innehåller betydande mängder svavel och därmed behöver raffineras ytterligare för att tillgodose de olika produktkvoterna.
De internationella referensfaten är:
- Brent Blend (kallas ofta enbart Brent), består av 15 råoljetyper från fält i Brent och Ninian-systemen i East Shetland Basin i  Nordsjön. Petroleum från Europa, Afrika och Mellanöstern (som säljs till västvärlden) värdesätts (i regel) i jämförelse med Brent Blend-oljan, alltså är Brent-oljan en så kallad referensolja.
- West Texas Intermediate (WTI) för nordamerikansk olja.
- Dubai, används som riktlinje för Asien och Stilla havs-regionen för Middle East Oil
- Tapis, (från Malaysia, används som referensolja för lätt Far East-olja)
- Minas, (från Indonesien, används som referensolja för tung Far East-olja)

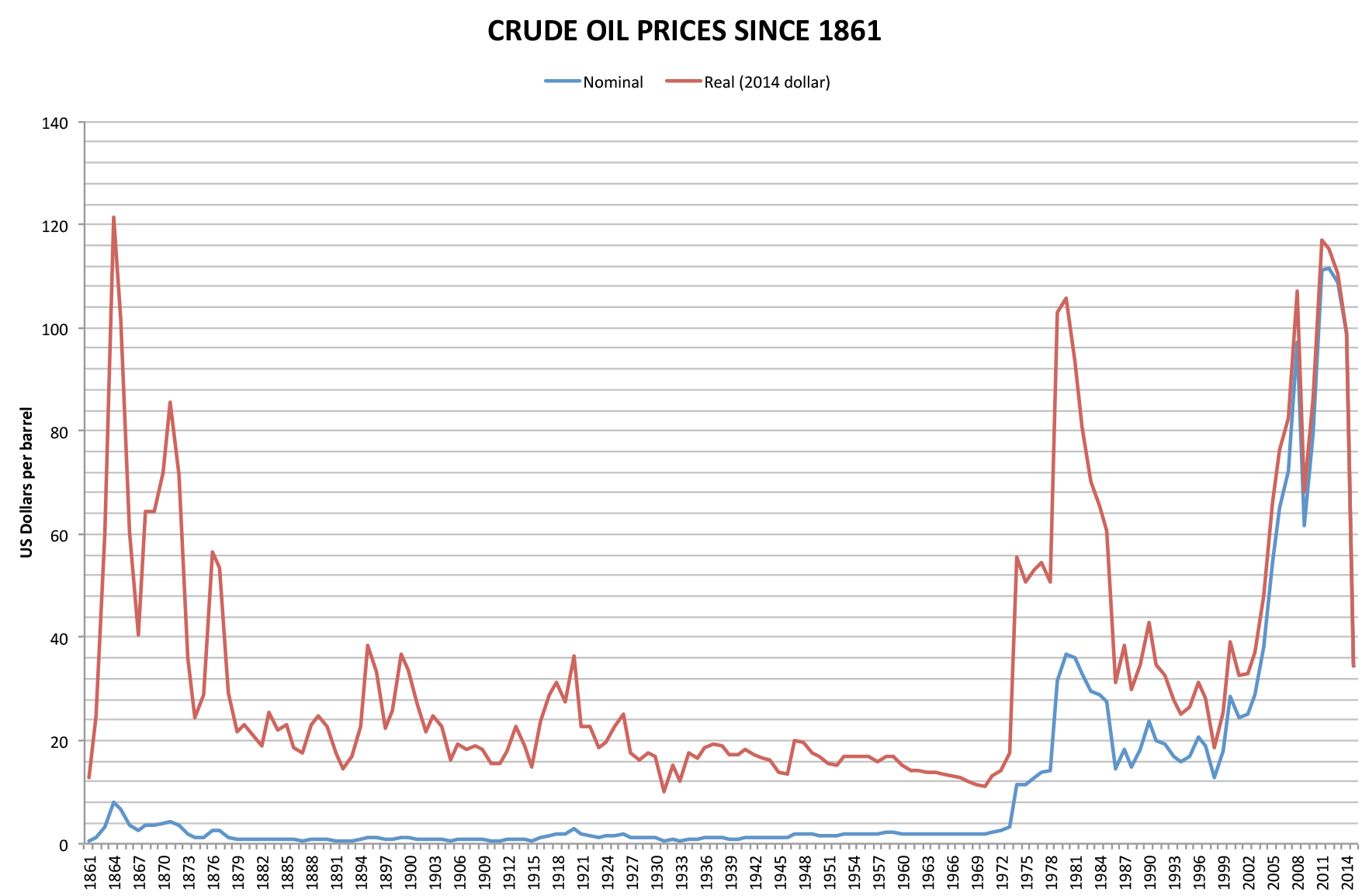
Graf över petroleumpriser (USA-dollar/fat) från 1860–2014, blå kurva nominellt pris, rött inflationsjusterat.

- "OPEC-korgen" består av:
  - Arab Light, Saudiarabien
  - Bonny Light, Nigeria
  - Fateh, Dubai
  - Isthmus,  Mexiko (ej OPEC)
  - Minas, Indonesien
  - Saharan Blend, Algeriet
  - Tia Juana Light, Venezuela

## Prissättning
Priset på petroleum bestäms till en ganska väsentlig del som en reaktion på kriser eller konjunkturnedgångar i de större ekonomierna, eftersom ekonomisk tillbakagång reducerar efterfrågan på olja kraftigt. Sedermera försöker den internationella kartellen OPEC använda sitt inflytande över tillgången på petroleum för att stabilisera, höja eller sänka priset på petroleum.

## Produktion och konsumtion
Uppskattning av den dagliga konsumtionen av petroleum i de stater som förbrukar mest:
| Land           | 2002   | 2003   | Andel 2003 | 2008   |
| -------------- | ------ | ------ | ---------- | ------ |
| USA            | 19 761 | 20 080 | 25,1 %     | 19 497 |
| Kina           | 5 379  | 5 982  | 7,6 %      | 7 831  |
| Japan          | 5 359  | 5 451  | 6,8 %      | 4 784  |
| Indien         | 2 374  | 2 426  | 3,1 %      | 2 962  |
| Ryssland       | 2 480  | 2 503  | 3,4 %      | 2 916  |
| Tyskland       | 2 714  | 2 664  | 3,4 %      | 2 569  |
| Brasilien      | 1 853  | 1 817  | 2,3 %      | 2 485  |
| Saudiarabien   |        |        |            | 2 376  |
| Kanada         | 2 068  | 2 149  | 2,6 %      | 2 261  |
| Sydkorea       | 2 282  | 2 303  | 2,9 %      | 2 174  |
| Mexiko         | 1 835  | 1 864  | 2,3 %      | 2 128  |
| Frankrike      | 1 967  | 1 991  | 2,6 %      | 1 986  |
| Iran           |        |        |            | 1 741  |
| Storbritannien |        |        |            | 1 709  |
| Italien        | 1 943  | 1 927  | 2,5 %      | 1 639  |
| Hela världen   | 76 631 | 78 112 | 100,0 %    |        |

Värdena anges i tusentals fat. 1 fat = 159 liter.
Konsumtionen per capita är hos industriländerna uppenbarligen mycket högre än hos utvecklingsländerna. Till exempel är konsumtionen i USA år 2003 26,0 fat per invånare och i Tyskland var det ungefär 11,7 fat medan förbrukningen i Kina är 1,7 fat, Indien 0,8 fat och Bangladesh endast 0,2 fat.
| Länder som producerar mest petroleum (2004) | Länder som exporterar mest petroleum (2004) |
| --- | --- |
| 1. Saudiarabien - (OPEC) 2. Ryssland 3. USA 4. Iran - (OPEC) 5. Mexiko 6. Kina 7. Norge 8. Kanada 9. Venezuela - (OPEC) 10. Förenade arabemiraten - (OPEC) 11. Kuwait - (OPEC) 12. Nigeria - (OPEC) 13. Storbritannien 14. Irak - (OPEC) | 1. Saudiarabien - (OPEC) 2. Ryssland 3. Norge 4. Iran - (OPEC) 5. Venezuela - (OPEC) 6. Förenade arabemiraten - (OPEC) 7. Kuwait - (OPEC) 8. Nigeria - (OPEC) 9. Mexiko 10. Algeriet - (OPEC) 11. Irak - (OPEC) 12. Libyen - (OPEC) 13. Kazakstan 14. Qatar |

USA konsumerar nästan hela sin produktion.

### Sverige

#### Oljeproduktion i Sverige
Redan på 1930-talet genomförde Skånska Cement AB en borrning efter gas vid File Hajdar på norra Gotland. Det gav dock inte några kommersiella resultat. Detta följdes av provborrningar av SGU under 1960-talet. Vid borrningarna påträffades spår av olja. 1 augusti 1969 startade Oljeprospektering AB, OPAB, sin verksamhet på Gotland. Den första provborrningen var Faludden 1. Under 241 borrningar genomfördes under de 17 år som OPAB bedrev verksamhet på Gotland. Oljeproduktion startade 1974, och var fördelad över 12 områden på norra Gotland och 6 områden på södra Gotland. Under den period som OPAB bedrev verksamheten utvanns 69 022 m³ på norra Gotland, och 9 259 m³ på södra Gotland, vilket tillsammans motsvarar cirka en halv miljon fat. I maj 1987 tog Gotlandsolja AB över verksamheten och den bedrevs fram till 1993. I Gotlandsolja AB:s regi utfördes 82 borrningar som gav 30 000 m³ olja.

#### Oljeleveranser i Sverige
Leveranser i miljoner m³, exklusive leveranser till utrikessjöfart.
Uppgifterna kommer från Svenska Petroleuminstitutet, SPBI Branschfakta 2019:
| Produktgrupp                   | 2018  | 2017  | 2016  | 2015  | 1990  | 1970  |
| ------------------------------ | ----- | ----- | ----- | ----- | ----- | ----- |
| Fordonsgas, (bensinekvivalent) | 0,17  | 0,19  | 0,18  | 0,18  |       |       |
| Motorbensin                    | 2,95  | 3,20  | 3,34  | 3,47  | 5,63  | 3,78  |
| E85/ED95                       | -     | 0,06  | 0,07  | 0,11  |       |       |
| E85                            | 0,07  |       |       |       |       |       |
| Ren FAME (B100)                | 0,14  | 0,07  | 0,08  | 0,18  |       |       |
| Ren HVO (HVO100)               | 0,46  | 0,56  | 0,26  | 0,03  |       |       |
| Dieselbränsle                  | 6,10  | 5,82  | 5,86  | 5,80  | 2,78  | 2,19  |
| Flyg-/övriga bränslen          | 1,36  | 1,36  | 1,27  | 1,11  | 1,05  | 0,88  |
| Eldningsolja 1 (låg svavel)    | 0,54  | 0,62  | 0,75  | 0,77  | 3,30  | 8,88  |
| Övriga eldningsoljor           | 0,57  | 0,15  | 0,19  | 0,18  | 1,80  | 14,64 |
| Summa                          | 12,35 | 12,02 | 11,99 | 11,84 | 14,56 | 30,37 |

Marknadsandelar 2018 (2017) i Sverige. Uppgifterna kommer från Svenska Petroleuminstitutet, SPBI Branschfakta 2019:
| Företag  | Motorbensin     | Dieselbränsle*  | Eldningsolja 1  |
| -------- | --------------- | --------------- | --------------- |
| OKQ8     | 26,6 % (26,0 %) | 22,6 % (22,5 %) | 26,1 % (22,1 %) |
| Preem    | 18,4 % (19,6 %) | 34,5 % (34,4 %) | 52,2 % (57,9 %) |
| Circle K | 34,7 % (33,9 %) | 27,1 % (27,6 %) | 0,0 % (0,0 %)   |
| St1      | 19,6 % (19,9 %) | 14,2 % (14,5 %) | 22,7 % (23,5 %) |
| Övriga   | 0,6 % (0,6 %)   | 1,6 % (1,0 %)   | –1,0%(-3,4%)    |

- HVO100 och B100 ingår ej